# Мадс Крістенсен (1987)
Мадс Крістенсен (дан. Mads Christensen; 2 квітня 1987, Гернінг, Данія) — данський хокеїст, центральний/лівий нападник. Виступає за «Ред Булл» у Німецькій хокейній лізі.
Вихованець хокейної школи «Гернінг Блю-Фокс». Виступав за «Гернінг Блю-Фокс», «Сендерйюске Войєнс», «Ізерлон Рустерс», «Айсберен Берлін».
У складі національної збірної Данії учасник чемпіонатів світу 2007, 2008, 2009, 2010 і 2011 (29 матчів, 9+3). У складі молодіжної збірної Данії учасник чемпіонатів світу 2005 (дивізіон I), 2006 (дивізіон I) і 2007 (дивізіон I). У складі юніорської збірної Данії учасник чемпіонатів світу 2004 і 2005.
Досягнення
- Чемпіон Данії (2003, 2005, 2007, 2008, 2009)
- Чемпіон Німеччини (2011, 2016, 2017, 2018)
- Володар Європейського трофею (2011).